# شیخ صلاح سیسه
شیخ صلاح سیسه (فرانسوی: Cheick Sallah Cisse‎؛ زادهٔ ۱۹ سپتامبر ۱۹۹۳) یک تکواندوکار اهل ساحل عاج است.
وی در مسابقات کشوری و بین‌المللی در مجموع برندهٔ ۳ مدال طلا، ۱ مدال نقره، ۱ مدال برنز شده‌است. از جمله در المپیک ۲۰۱۶ مدال طلا را کسب کرده‌است.

## افتخارات
سیسه در مسابقات قهرمانی آفریقا در سال‌های ۲۰۱۴ و ۲۰۱۵ به ترتیب مدال برنز و طلا را کسب کرد. هم‌چنین در سال ۲۰۱۵ مدال طلای بازی‌های آفریقایی و یونیورسیاد را به دست آورد.
سیسه در المپیک ۲۰۱۶ ریو دو ژانیرو در وزن ۸۰ کیلوگرم مردان در دیدار پایانی، لوتالو محمد را شکست داد و نخستین مدال طلای ساحل عاج را در بازی‌های المپیک به دست آورد.